# كفر محمد الغتوري
قرية كفر محمدالغتورى هي إحدى القرى التابعة لمركز منيا القمح في محافظة الشرقية في جمهورية مصر العربية. حسب إحصاءات سنة 2006، بلغ إجمالي السكان في كفر محمدالغتورى 827 نسمة، منهم 419 رجل و408 امرأة.